# 야코브 라우브
야코브 요한 라우브 (Jakob Johann Laub, Jakub Laub, 1884년 2월 7일 제슈프 – 1962년 4월 22일 프리부르 )는 오스트리아-헝가리 출신의 물리학자로서 특수 상대성 이론의 초기 시기에 알베르트 아인슈타인과의 공동 연구로 유명하다.

## 생애
그는 아브라함 라우브와 안나 마리아 쉔보른(Anna Maria Schenborn)의 아들이다. 유대교에서 가톨릭으로 개종하여 이름을 "Jakub"에서 "Jakob Johann"으로 바꾸었다. 학업은 제슈프의 고등학교에 처음으로 입학하여 시작했다. 그 후 빈 대학교, 크라쿠프 대학교, 마지막으로 괴팅겐 대학교에서 공부했는데 그는 이곳에서 다비트 힐베르트, 볼데마르 포크트, 발터 네른스트, 카를 슈바르츠실트 및 헤르만 민코프스키 밑에서 수학을 공부했다. 그 후 뷔르츠부르크 대학교로 가서 1907년에 박사 학위를 받았다. 곧 그는 빌헬름 빈, 아르놀트 좀머펠트, 요한네스 슈타르크 및 알베르트 아인슈타인과 긴밀한 관계를 맺었다. 1908년 아인슈타인을 방문하기 위해 베른으로 여행했을 때(나중에 아인슈타인과 자주 연락하고 우호적이었다) 아인슈타인이 여전히 특허청 직원으로 일하고 있는 것을 발견했다. 그는 이를 "역사적 아이러니 (Treppenwitz)"라고 하였다. 1909년에 그는 하이델베르크 대학교에서 필리프 레나르트의 동료가 되었다.
1911년에 그는 아내인 루트 엘리사 벤트와 함께 아르헨티나로 이주했다. 그곳에서 그는 라 플라타의 지구 물리학 및 천문대에서 일했다. 그 후 그는 부에노스 아이레스의 어느 물리학과에서 지도적인 자리를 얻었다. 아르헨티나 국적(스페인 이름 변형 "Jacobo Juan" 포함)을 수락한 후 그는 아르헨티나 외교부에서 일하기 시작했다. 1947년에 그는 독일로 돌아왔다. 그의 새로운 고향인 프라이부르크에서 그는 경제적 어려움에 빠져 아인슈타인과의 서신 일부를 팔기도 했다.

## 과학적 업적
1905년에 그는 빌헬름 빈과 함께 음극선을 연구했다. 그 후 그는 특수 상대성 이론에 관한 몇 가지 주제를 조사했고 1907년 움직이는 물체의 광학에 관한 중요한 작업을 저술했다. 1908년에 그는 아인슈타인과 함께 민코프스키의 전기역학의 4차원 공식을 보다 단순하고 고전적인 공식으로 대체하기 위한 기본 전자기 방정식에 관한 여러 논문을 저술했다. 라우브와 아인슈타인은 시공간 형식주의가 너무 복잡하다고 무시했다. 그러나 민코프스키의 시공간 형식주의는 특수 상대성 이론의 추가 발전에 근본적인 것으로 밝혀졌다. 라우브는 또한 기체 내의 상대론적 효과에 대한 몇 편의 논문을 발표했으며 1910년에는 상대성에 대한 최초의 조사 기사 중 하나를 썼다. 그 후에도 라우브는 여전히 다양한 주제에 대한 많은 과학 논문을 저술했다.

## 같이 보기
- 특수 상대성 이론의 역사

## 간행물
- Laub, J. (1907), “Über sekundäre Kathodenstrahlen”, 《Annalen der Physik》 328 (7): 285–300, Bibcode:1907AnP...328..285L, doi:10.1002/andp.19073280708
- Laub, J. (1907), “Zur Optik der bewegten Körper”, 《Annalen der Physik》 328 (9): 738–744, Bibcode:1907AnP...328..738L, doi:10.1002/andp.19073280910
- Laub, J. (1908), “Zur Optik der bewegten Körper II”, 《Annalen der Physik》 330 (1): 175–184, Bibcode:1908AnP...330..175L, doi:10.1002/andp.19083300113
- Einstein, A.; Laub, J. (1908), “Über die elektromagnetischen Grundgleichungen für bewegte Körper” (PDF), 《Annalen der Physik》 331 (8): 532–540, Bibcode:1908AnP...331..532E, doi:10.1002/andp.19083310806, 2006년 6월 23일에 원본 문서 (PDF)에서 보존된 문서
- Einstein, A.; Laub, J. (1908), “Über die im elektromagnetischen Felde auf ruhende Körper ausgeübten ponderomotorischen Kräfte” (PDF), 《Annalen der Physik》 331 (8): 541–550, Bibcode:1908AnP...331..541E, doi:10.1002/andp.19083310807, 2006년 6월 23일에 원본 문서 (PDF)에서 보존된 문서
- Laub, J. (1908), “Über die durch Röntgenstrahlen erzeugten sekundären Kathodenstrahlen”, 《Annalen der Physik》 331 (9): 712–726, Bibcode:1908AnP...331..712L, doi:10.1002/andp.19083310903
- Einstein, A.; Laub, J. (1908), “Berichtigung zur Abhandlung: "Über die elektromagnetischen Grundgleichungen für bewegte Körper"”, 《Annalen der Physik》 332 (11): 232, Bibcode:1908AnP...332..232E, doi:10.1002/andp.19083321115
- Laub, J. (1909), “Über den Einfluß der molekularen Bewegung auf die Dispersionserscheinungen in Gasen”, 《Annalen der Physik》 333 (1): 131–141, Bibcode:1909AnP...333..131L, doi:10.1002/andp.19093330107
- Einstein, A.; Laub, J. (1909), “Bemerkungen zu unserer Arbeit: "Über die elektromagnetischen Grundgleichungen für bewegte Körper"” (PDF), 《Annalen der Physik》 333 (2): 445–447, Bibcode:1909AnP...333..445E, doi:10.1002/andp.19093330212, 2006년 6월 23일에 원본 문서 (PDF)에서 보존된 문서
- Laub, J. (1909), “Zur Theorie der Dispersion und Extinktion des Lichtes in leuchtenden Gasen und Dämpfen”, 《Annalen der Physik》 334 (6): 94–110, Bibcode:1909AnP...334...94L, doi:10.1002/andp.19093340608
- Laub, J. (1910), “Über die experimentellen Grundlagen des Relativitätsprinzips”, 《Jahrbuch der Radioaktivität und Elektronik》 7: 405–463
- Laub, J. (1915), “Über die Dispersionserscheinungen des Lichtes in beliebig bewegten Körpern”, 《Annalen der Physik》 351 (5): 705–719, Bibcode:1915AnP...351..705L, doi:10.1002/andp.19153510509
- Laub, J. (1915), “Über die durch Röntgenstrahlen erzeugten Strahlen”, 《Annalen der Physik》 351 (6): 785–808, Bibcode:1915AnP...351..785L, doi:10.1002/andp.19153510605